# Алексеевка (Новоайдарский район)
Алексе́евка (укр. Олексі́ївка) — село, относится к Новоайдарскому району Луганской области Украины.
Население по переписи 2001 года составляло 1018 человек. Почтовый индекс — 93522. Телефонный код — 6445. Занимает площадь 5,15 км². Код КОАТУУ — 4423180501.

## Известные уроженцы, жители
Цыба, Михаил Евгеньевич — советский украинский писатель.

## Местный совет
93522, Луганська обл., Новоайдарський р-н, с. Олексіївка, пл. Центральна, 4  (укр.)